# Pyrostria affinis
Pyrostria affinis là một loài thực vật có hoa trong họ Thiến thảo. Loài này được (Robyns) Bridson miêu tả khoa học đầu tiên năm 1987.